# Bertil Ohlson
Bertil Ohlson (Bertil Gustaf Emanuel Ohlson; * 22. Januar 1899 in Kristianstad; † 6. September 1970 in Linköping) war ein schwedischer Zehnkämpfer.
Bei den Olympischen Spielen 1920 in Antwerpen gewann er im Zehnkampf die Bronzemedaille hinter dem Norweger Helge Løvland und dem US-Amerikaner Brutus Hamilton. Im Fünfkampf wurde er Siebter.
1922 wurde er schwedischer Meister im Zehnkampf.